# Somsavat Lengsavad
Somsavat Lengsavad (tiếng Lào: ສົມສະຫວາດ ເລັ່ງສະຫວັດ, phiên âm: Xổm-xa-vạt Lềnh-xa-vắt, sinh năm 1945) là phó thủ tướng Lào. Là người Lào gốc Hoa với tên tiếng Hoa là Lăng Tự Quang (凌绪光), ông là người Luang Prabang có tổ tiên là người Hải Nam. Ông là một trong những người được Kaysone Phomvihane bảo trợ.
Ông nắm chức ngoại trưởng từ năm 1993 cho đến ngày 8 tháng 6 năm 2006 khi Thongloun Sisoulith thay thế ông.